# Verebes Károly
Verebes Károly (Szovjet-Oroszország, Kokand, 1920. április 22. – Budapest, 1987. december 7.)  magyar színművész. Fia Verebes István Jászai Mari-díjas színész. Második felesége Schubert Éva Kossuth-díjas színművésznő volt.

## Életpályája
Édesapja hadifogoly volt a Szovjetunióban, ahol megnősült. Itt, az üzbegisztáni Kokandban született fia, Verebes Károly, aki egyévesen került családjával Magyarországra. 
Pályáját a második világháborút követően a Pódium Kabaréban kezdte. 1949 és 1953 között az Ifjúsági Színház tagja volt. Húsz éven át a Magyar Néphadsereg Színház, és a Vígszínház művésze volt. 1973-tól 1987-es haláláig a Thália Színházban játszott. Rendszeresen szerepelt az Irodalmi Színpad műsoraiban.
Első házasságából, amelyet Szántó Klára táncművésznővel kötött,  született fia, Verebes István Jászai Mari-díjas színész, rendező. Második felesége Schubert Éva Kossuth-díjas színésznő volt, akitől egy leánya született, Verebes Dóra restaurátor.

## Díjai
- Hegedűs Gyula-emlékgyűrű (1974)
- SZOT-díj (1985)

## Színpadi szerepei
- Medvegyenko (Csehov: Sirály)
- Jean (Strindberg: Júlia kisasszony)
- Sztravinszkij doktor (Bulgakov–Elbert J.–Kazimir K.: Mester és Margarita)
- Konfucius (Shaw: Vissza Matuzsálemhez)

## Filmszerepei

### Játékfilmek
- Jobb lesz holnap (1946) – Pincér
- Mesél a film (1946) – Pista
- Beszterce ostroma (1948)
- Janika (1949)
- Budapesti tavasz (1955) – Kassai (nyilas) V.
- Csempészek (1958) – Román határőrparancsnok
- Az ismeretlen ismerős (1959)
- Felmegyek a miniszterhez (1961)
- Négyen az árban (1961)
- Egy ember, aki nincs (1964)
- A veréb is madár (1968) – Vegyész

### Tévéfilmek
- Menyasszonytánc (1959) – Szilvási Gábor
- A legyező (1960) – Evarista
- Falusi idill (1962)
- A száguldó riporter elindul… (1966) – Kubala
- Princ, a katona (1966; tévésorozat) – Nyomozótiszt
- Az aranykesztyű lovagjai 1-5. (1968; tévésorozat) – Benzinkutas
- Nebáncsvirág (1969)
- A fekete város (1971; tévésorozat)
- Egy óra múlva itt vagyok… (1971; tévésorozat) – Főhadnagy
- Kazamaták titka (1971) – Bencsik
- Különös vadászat (1972) – Német vadász
- Petőfi 1-6. (1977; tévésorozat)
- Fent a Spitzbergáknál (1978) – A költöztető
- Székács a köbön (1978)
- A Mi Ügyünk, avagy az utolsó hazai maffia hiteles története (1980) – Bankigazgató
- A nyomozás (1982)
- Alkony (1985)
- A falu jegyzője (1986; tévésorozat)
- Linda (1986; tévésorozat) – Pereszlényi-Horváth László